# Białobrzegi (Subkarpaten)
Białobrzegi is een dorp in het Poolse woiwodschap Subkarpaten, in het district Łańcucki. De plaats maakt deel uit van de gemeente Białobrzegi en telt 2200 inwoners.